# Luis Ovsejevich

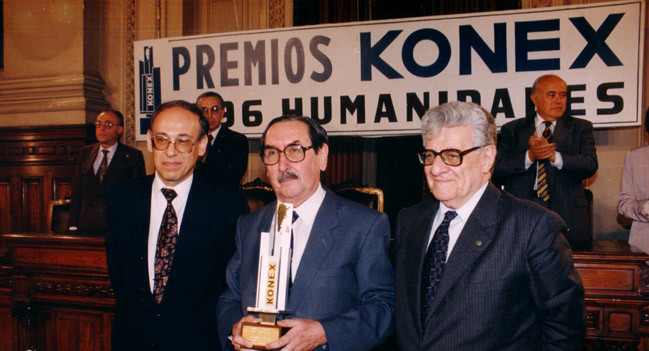
Luis Ovsejevich, Gregorio Klimovskye Gregorio Weinberg

Luis Ovsejevich ( Buenos Aires, 1941 - ) é um advogado e empresário argentino.
Publicou diversos trabalhos, destacando-se  “Legítima” (1963), “Mercado común” (1964), “Instituciones de Derecho Privado” (1969), “El consentimiento” (1971) “Invalidez e Ineficacia por Anomalías de la Voluntad” (1973), entre outros.
Fundador e presidente da empresa Konex-Canon, criada em 1969; em 1998 transferiu as ações para a  Canon USA.
Foi diretor geral do  Teatro Colón nos anos de 1998 e 1999.
É fundador e presidente da Fundação Konex, desde sua criação em 1980. Através dela é outorgado anualmente os Prêmios Konex. Também se organiza o  ciclo Vamos a la Música destinado ao público infantil. Apresenta uma coleção de  Pintura Argentina que é exibido de forma  itinerante.
Em  2005 foi aberto a  Ciudad Cultural Konex, um espaço onde convivem e se  interrelacionam todos os tipos de expressões culturais com o objetivo comum de aportar o enriquecimento cultural e artístico da comunidade.